# Podstole
Podstole [pronunciación en polaco: /pɔtsˈtɔlɛ/] es un pueblo ubicado en el distrito administrativo de Gmina Łęki Szlacheckie, dentro del Distrito de Piotrków, Voivodato de Łódź, en Polonia central. Se encuentra aproximadamente a 6 kilómetros al oeste de Łęki Szlacheckie, a 25 kilómetros al sur de Piotrków Trybunalski, y a 70 kilómetros al sur de la capital regional Łódź.